# Gorica pri Dobjem
Gorica pri Dobjem este o localitate din comuna Dobje, Slovenia, cu o populație de 39 de locuitori.